# Талия Уинтърс
Талия Уинтърс (на английски: Talia Winters) е измислена героиня от научнофантастичния сериал Вавилон 5. Тя е търговски телепат на станцията през първите два сезона на сериала. Още от дете Талия е изпратена от родителите си за отглеждане и обучение от Психо-Корпуса, подобно на милиони други деца-телепати. Неин инструктор и интимен приятел е Джейсън Айрънхарт, който я посещава на Вавилон 5 в епизода „Mind War“ / „Война на ума“. Дълбоко в себе си Уинтърс крие голяма тайна, която я принуждава на напусне поста си в края на втория сезон на продукцията.

## Известни реплики на героинята
- „Корпусът е майка, корпусът е баща.“